# Eremias arguta
Espèce
Synonymes
- Lacerta arguta Pallas, 1773
- Lacerta deserti Gmelin, 1789
- Lacerta variabilis Pallas, 1814
- Lacerta leucosticta Lichtenstein, 1823
- Lacerta pustulata Eichwald, 1831
- Podarcis irritans Menetries, 1832
- Lacerta boristhenis Dvigubsky, 1832
- Eremias arguta var. potanini Bedriaga, 1912
- Eremias arguta potanini Bedriaga, 1912

Eremias arguta est une espèce de sauriens de la famille des Lacertidae.

## Répartition
Cette espèce se rencontre dans le nord-est de la Roumanie, en Moldavie, dans le sud de l'Ukraine, dans le Sud de la Russie, en Turquie, en Géorgie, en Arménie, en Azerbaïdjan, dans le nord de l'Iran, au Kazakhstan, en Ouzbékistan, au Tadjikistan, au Kirghizistan, en Mongolie et en Chine au Xinjiang et en Mongolie-Intérieure.

## Liste des sous-espèces
Selon The Reptile Database (4 mai 2015) :
- Eremias arguta arguta (Pallas, 1773)
- Eremias arguta darevskii Tsaruk, 1986
- Eremias arguta deserti (Gmelin, 1789)
- Eremias arguta transcaucasica Darewskij, 1953
- Eremias arguta uzbekistanica Chernov, 1934

## Publications originales
- Bedriaga, 1912 : Amphibien und Reptilien. Wissenschaftliche Resultate der von N.M. Przewalski nach Central-Asien unternommenen Reisen, Band III, Abteilung 1.
- Chernov, 1934 : Über die Unterarten und die Verbreitung von Eremias arguta (Pall.). Comptes rendus de l'Académie des sciences de l'URSS, Leningrad, NS, vol. 3, no 8/9, p. 660.
- Darevsky, 1953 : On the taxonomic position of the Transcaucasian steppe racerunners Eremias arguta (Pall.) (Reptilia, Sauria). Doklady Akademii Nauk Armyanskoj SSR, vol. 16, no 4, p. 117-121.
- Gmelin, 1789 : Caroli a Linné Systema naturae. 13. ed., Tom 1 Pars 3. G. E. Beer, Lipsiae, p. 1033-1516.
- Pallas, 1773 : Reise durch verschiedene Provinzen des Russischen Reiches, vol. 2, Kaiserlichen Akademie der Wissenschaften, p. 1-744.
- Tsaruk, 1986 : Variability of the head pholidosis and intraspecific taxonomy of Eremias arguta. Trudy Zoologicheskogo Instituta, vol. 157, p. 203-214.